# Ait Ouaarda
Ait Ouaarda (franska: Ait Ouaarda (CR), Ait Ouaarda (Commune Rurale), arabiska: أيت مزيغ) är en kommun i Marocko.   Den ligger i provinsen Azilal och regionen Béni Mellal-Khénifra, i den nordöstra delen av landet, 210 km söder om huvudstaden Rabat. Antalet invånare är 1 786.